# Campeonato Mundial de Piragüismo en Kayak de Mar de 2015
El II Campeonato Mundial de Piragüismo en Kayak de Mar se celebró en Tahití (Francia) en 2015 bajo la organización de la Federación Internacional de Piragüismo (ICF).

## Resultados
| Evento       | Oro                          | Plata                       | Bronce                      |
| ------------ | ---------------------------- | --------------------------- | --------------------------- |
| K1 masculino | Cory Hill Australia          | Clint Robinson Australia    | Jasper Mocke Sudáfrica      |
| K1 femenino  | Teneale Hatton Nueva Zelanda | Michele Eray Estados Unidos | Rachel Clarke Nueva Zelanda |

## Medallero
| Núm. | País           | Oro | Plata | Bronce | Total |
| ---- | -------------- | --- | ----- | ------ | ----- |
| 1    | Australia      | 1   | 1     | 0      | 2     |
| 2    | Nueva Zelanda  | 1   | 0     | 1      | 2     |
| 3    | Estados Unidos | 0   | 1     | 0      | 1     |
| 4    | Sudáfrica      | 0   | 0     | 1      | 1     |
|      | TOTAL          | 2   | 2     | 2      | 6     |